# جديسلاف هوفمان
جديسلاف هوفمان (بالبولندية: Zdzisław Hoffmann)‏ هو لاعب القفز الثلاثي بولندي، ولد في 27 أغسطس 1959 في سفيبودزين في بولندا.

## وصلات خارجية
- جديسلاف هوفمان على موقع الاتحاد الدولي لألعاب القوى (الإنجليزية)
- جديسلاف هوفمان على موقع اللجنة الأولمبية الدولية (الإنجليزية)
- جديسلاف هوفمان على موقع أوليمبيديا (الإنجليزية)
- جديسلاف هوفمان على موقع اللجنة الأولمبية البولندية (مؤرشف) (البولندية)